# Torre del Telègraf de Can Dolcet
La Torre del Telègraf de Can Dolcet o simplement Torre del Telègraf és una obra de Collbató (Baix Llobregat) protegida com a bé cultural d'interès local. És una torre de telegrafia òptica, realitzada en maçoneria, de planta quadrada i de tres nivells d'alçada. Presenta uns murs gruixuts i finestres espitlleres. A l'interior hi ha una escala lateral per accedir als pisos superiors i restes d'encavallades de les cobertes i dels marcs de les finestres. La torre del telègraf de Collbató formava part de la línia militar Barcelona-Lleida. La línia de telegrafia es va posar en funcionament durant els anys 40 del segle xix. Concretament, la de Collbató, el 1848. Fou construïda durant la Guerra dels Matiners per facilitar les comunicacions entre les dues capitals.